# Usambilla oraria
Usambilla oraria är en insektsart som beskrevs av Nicholas David Jago 1981. Usambilla oraria ingår i släktet Usambilla och familjen Lentulidae. Inga underarter finns listade i Catalogue of Life.